# Кнаус, Ханс
Ханс Кнаус (нем. Hans Knauß, род. 9 февраля 1971 года, Шладминг) — австрийский горнолыжник, призёр Олимпийских игр и чемпионатов мира, чемпион Австрии, победитель этапов Кубка мира. Универсал, успешно выступал в большинстве горнолыжных дисциплин, за исключением слалома. Брат выступавшего за Словению горнолыжника Бернхарда Кнауса.
В Кубке мира Кнаус дебютировал 28 ноября 1992 года, в декабре 1995 года одержал свою первую в карьере победу этапе Кубка мира, в гигантском слаломе. Всего имеет на своём счету 7 побед на этапах Кубка мира, по 3 в гигантском слаломе и супергиганте и 1 в скоростном спуске. Лучшим достижением в общем зачёте Кубка мира, являются для Кнауса 5-е места в сезонах 1997/98 и 1998/99.
На Олимпийских играх 1994 года в Лиллехаммере занял 20-е место в супергиганте, так же стартовал в комбинации, но не добрался до финиша в скоростном спуске.
На Олимпийских играх 1998 года в Нагано завоевал серебряную медаль в супергиганте, поделив её, показав одинаковое время со швейцарцем Дидье Кюшем, кроме того стартовал в гигантском слаломе, где стал четвёртым, лишь 0,02 секунду уступив в борьбе за бронзу.
На Олимпийских играх 2002 года в Солт-Лейк-Сити стартовал в гигантском слаломе, но сошёл с дистанции в первой попытке.
За свою карьеру участвовал в четырёх чемпионатах мира, на которых завоевал две медали, на чемпионате мира 1999 года завоевал бронзу в супергиганте (всего 0,01 сек Ханс уступил поделившим золото Херману Майера и Лассе Чьюсу), а на чемпионате мира 2003 года серебро в гигантском слаломе.
Использовал лыжи и ботинки производства фирмы Atomic. Завершил горнолыжную карьеру в 2004 году в связи с допинговым скандалом — на этапе Кубка мира в канадском Лейк-Луиз его уличили в использовании запрещённого анаболического стероида нандролона, и за этим последовало 18-месячное отстранение от участия в соревнованиях. 
Впоследствии стал автогонщиком и тоже добился определённых успехов, неоднократно попадая на подиум, как внутриавстрийских, так и международных гонок. В дальнейшем работал на телевидении.

## Победы на этапах Кубка мира (7)
| № | Сезон   | Дата        | Место       | Дисциплина            |
| - | ------- | ----------- | ----------- | --------------------- |
| 1 | 1995/96 | 17 дек 1995 | Альта-Бадья | Гигантский слалом     |
| 2 | 1995/96 | 23 янв 1996 | Валлуар     | Супергигант           |
| 3 | 1996/97 | 16 дек 1996 | Валь-д'Изер | Супергигант (2)       |
| 4 | 1997/98 | 8 мар 1998  | Квитфьель   | Супергигант (3)       |
| 5 | 1998/99 | 23 янв 1999 | Кицбюэль    | Скоростной спуск      |
| 6 | 2002/03 | 14 янв 2003 | Адельбоден  | Гигантский слалом (2) |
| 7 | 2002/03 | 15 мар 2003 | Лиллехаммер | Гигантский слалом (3) |